# باول فين
باول فين (بالإنجليزية: Paul Finn)‏ هو قاضي أسترالي، ولد في 22 أبريل 1946.